# La Soif des hommes
Pour plus de détails, voir Fiche technique et Distribution.
La Soif des hommes est un film français réalisé par Serge de Poligny, sorti en 1950.
Le film a été tourné dans la banlieue de Relizane

## Synopsis
Le sergent Bouvard aide à l'installation à Bou-Okba, de Broussole et de ses deux filles Alise et Julie. Démobilisé, il plantera la vigne avec eux ; séduit par les charmes de Julie il se marie pourtant avec Alise parce que c'est elle qui a la terre. Il protège Julie contre tous ses amoureux mais trompe Alise avec Adèle la femme d'un colon. N'y tenant plus, il s'enfuit avec Julie à Oran. La mort du père le rappelle à Bou-Okba. Il reste avec Alise jusqu'au jour où, vendant son vin à Oran, il est repris par sa passion. C'est Julie qui lui dira de reprendre la vie conjugale et de fonder une famille de colons 

## Fiche technique
- Titre : La Soif des hommes
- Réalisation : Serge de Poligny
- Dialogues : Bernard Zimmer
- Décors : René Moulaert, Raymond Gabutti
- Photographie : Marcel Weiss
- Son : Pierre Bertrand
- Musique : Paul Misraki
- Montage : Jacques Grassi
- Production : Pierre Gérin
- Sociétés de production : Les Productions Cinématographiques, Ciné Sélection
- Tournage : du 26 septembre au 2 décembre 1949
- Pays d'origine :  France
- Format : Noir et blanc - 1,37:1 - 35 mm - Son mono
- Genre : Drame
- Durée : 90 minutes
- Date de sortie : 
  - France : 31 mai 1950

## Distribution
- Georges Marchal : Bouvard
- Dany Robin : Julie
- Andrée Clément : Alice
- Jean Vilar : Le typographe
- Paul Faivre : Broussol
- Louis Arbessier : Collet
- Henri San Juan
- Geneviève Morel : La Savoyarde
- Pierre Moncorbier : Le Savoyard
- Pierre Asso : Le Toulonnais
- Christiane Sertilange : Adèle
- Robert Le Béal
- Pierre Sergeol
- Jérôme Goulven
- Olivier Hussenot
- Jean-Henri Chambois